# Roberto Vesco
Robert Lee Vesco, más conocido como Roberto Vesco (Detroit, Míchigan; 4 de diciembre de 1935-La Habana, Cuba; 23 de noviembre de 2007), fue un empresario y financiero estadounidense. Famoso en su vida, intentando comprar una isla Caribeña de Antigua para crear un país autónomo en orden y tener una ley nacional hecha en Costa Rica y protegida para la extradición. En un artículo de Slate.com del 2001, fue llamado Vesco "El rey indiscutible de los financieros fugitivos". Después de avencidarse en Cuba durante 1982, Vesco cambió al contrabando de droga en 1989. Durante los años 1990s fue procesado por el gobierno de Cuba por "fraude y actividad económica ilícita" y "actos planeados  perjudiciales para la economía y de contratos para el estado".
Vesco fue sentenciado a 13 años de cárcel por Cuba. En noviembre del 2007, the New York Times, reportó que había muerto de cáncer de pulmón en un hospital de la Habana, Cuba, cinco meses antes, aunque se ha sugerido que fingió su muerte.

## Biografía
De padre italiano y madre yugoslava, Robert Vesco nació en 1936 en de Detroit, Míchigan, Estados Unidos. Tuvo que comenzar a trabajar a los 14 años para pagar sus estudios. Después de dejar la secundaria consiguió un trabajo en una fábrica de automóviles. A los 20 años, Vesco se decidió por los negocios. Se convirtió en agente vendedor. En 1965 tenía el control de varias empresas.
A los 21 años de edad se mudó a Nueva Jersey a trabajar en una planta de herramientas. Ahí logró salvar a la compañía de la quiebra y la renonbró como "International Control Corporation". A los 30 años Robert L. Vesco era un millonario.

## Investors Oversees Services
Cuando la compañía suiza "Investors Oversees Services" (IOS) estaba a punto de quebrar, Vesco ofreció a los inversionistas rescatarla. Compró a la IOS en $5 millones de dólares en el año 1970. En 1972 la Securities and Exchange Commission investigó los manejos financieros de la IOS y acusó a Vesco de defraudar a los inversionistas por la suma de $224 millones de dólares. Vesco escapó a las islas Bahamas y después a Costa Rica.

## Vesco en Costa Rica
Llegó a Costa Rica en 1972 con la intención de establecer un distrito financiero internacional, que iba a dar un estatuto jurídico de excepción a los capitales sin nacionalidad. Vesco entabló una cercana amistad con el presidente José Figueres Ferrer . Figueres dijo: "..desearía que más Vescos vinieran a Costa Rica."
Durante su estadía en Costa Rica, la prensa y diversos partidos políticos lo combatieron, mientras los gobiernos de José Figueres Ferrer (1970-1974) y Daniel Oduber Quirós (1974-1978) nunca lo extraditaron.
El 10 de junio de 1972, el Instituto Costarricense de Turismo (ICT) le concedió la condición de residente rentista.
Vesco había escondido su dinero en una red de empresas falsas, 88 de las cuales estaban inscritas en Costa Rica.
En Costa Rica solicitó la nacionalidad costarricense. Pero le fue rechazada por el Tribunal Supremo de Elecciones (TSE).
Desde el 7 de junio de 1973, la Embajada de los Estados Unidos en Costa Rica solicitó la extradición del fugitivo.
(TSE).

## Salida de Costa Rica
Vesco abandonó el país hasta mayo de 1978, luego de que ya el Presidente Rodrigo Carazo Odio gobernaba. Después que Vesco viajó a Bahamas, el Presidente Rodrigo Carazo Odio le impidió su regreso a Costa Rica.
El 13 de mayo de 1982, cuando acababa de asumir el poder el Presidente Luis Alberto Monge, Vesco nuevamente intentó regresar a Costa Rica, pero las autoridades se lo impidieron y lo enviaron de vuelta a Nicaragua.

## Vesco y Richard M. Nixon
Vesco le entregó a Donald A. Nixon Jr. - sobrino del expresidente estadounidense Richard M. Nixon, doscientos mil dólares para la campaña política estadounidense de 1972.

## Vesco en Cuba
Después de ser expulsado de las Bahamas, en el año 1978, Vesco llegó a Cuba. Fidel Castro declaró: A nosotros no nos importa lo que hizo en Estados Unidos. No nos importa el dinero que tenga. En Cuba Vesco se hacía pasar por un inversionista canadiense de nombre Tom Adams.
En Cuba Vesco fue acusado de defraudar al sobrino de Fidel Castro: José Antonio Fraga Castro, este último era director de la Empresa de Laboratorios Farmacéuticos, LABIOFAM, una compañía estatal cubana de investigaciones médicas perteneciente al Ministerio de la Agricultura y predecesora del Grupo Empresarial LABIOFAM. Fue sentenciado a 13 años de cárcel en el año 1996.

## Vesco y Carlos Lehder Rivas
Vesco fue acusado en Miami, Florida por narcotráfico, junto al colombiano Carlos Lehder.

## Excarcelación y muerte
Fue liberado en el año 2005 y murió oficialmente dos años más tarde, en Cuba de un supuesto cáncer pulmonar.

## En la cultura popular
Una versión ficticia de Vesco aparece prominentemente en un episodio de la sexta temporada de The Blacklist, titulado "Robert Vesco (No. 9)", en el que es interpretado por el actor Stacy Keach. Se muestra que el Vesco ficticio ha falsificado su propia muerte en Cuba en 2007 y está persiguiendo un naufragio legendario de la flota del tesoro español.